# Пак Нам Ок
Пак Нам Ок (кор. 박남옥; 24 февраля 1923 года, Кёнсан, Генерал-губернаторство Корея — 8 апреля 2017 года, Лос-Анджелес, США) — корейская актриса, сценаристка и режиссёр. Считается первой кореянкой, снявшей отечественный фильм в своей стране. Известна как автор единственного фильма, «Вдова» (кор. 미망인), который вышел в 1955 году. 

## Биография
В молодости любила кинематограф и была большой поклонницей актёра Ким Син Чэ. В 1943 году она поступила в Женский университет Ихва, однако покинула его, не доучившись до выпуска, и начала работать журналистом в Тэгу.
С 1945 года после освобождения Кореи от японской оккупации начала работать на Чосонскую кинокомпанию. В компанию её привёл Юн Ён Кю, с которым у неё были общие друзья. Была сценаристкой фильма «Новая клятва», режиссёром которого стал Син Ён Гюн. Во время Корейской войны, работая над созданием фильма о войне, встретила своего будущего мужа, Ли Бо Ра.
Зимой 1954 года сняла свой первый чёрно-белый фильм «Вдова» (кор. 미망인, «Миманин»), который рассказывал о беженке-вдове и её дочери, страдающих от последствий Корейской войны. «Вдова» стала первым корейским фильмом, снятым женщиной. Во время работы над картиной сама носила за спиной своего младенца, который родился в июне того же года. По ходу съёмок Пак собственноручно обеспечивала едой съёмочную команду, состоящую из приблизительно 30 человек. Автором сценария выступил её муж, а её сестра помогла организовать производственную компанию для съёмок фильма. Фильм был выпущен в марте 1955 года, когда ей было 32 года. «Вдова» не нашла коммерческого успеха, и её режиссёрская карьера была завершена.
В дальнейшем она развелась со своим мужем и в 1992 году переехала с дочерью в США. 8 апреля 2017 года умерла от старости в возрасте 94 лет в своём доме в Лос-Анджелесе.

## Признание
В 2001 году ассоциация Women in Film Association of Korea сняла документальный фильм Beautiful Life, посвящённый Пак Нам Ок.
В её честь названа награда, которая присуждается на Сеульском международном женском кинофестивале. Награда вручается с 2008 года, первым лауреатком стала Лим Сун Не.